# 証拠金
証拠金（しょうこきん、英: margin）とは、経済学用語の一つで、契約の成立、履行を確実にするために、当事者の一方が相手方に対して担保として預ける金銭のことを言う。
デリバティブ取引（先物取引やオプション取引など）を行う場合には証券会社で口座を設けることになり、そのときに注文のために証券会社に差し出すこととなる金銭のことを証拠金という。これは投資家が取引を行った場合に損失が出れば、それをカバーするための担保として必要となっているからである。
株取引の場合は、英語ではMargin（マージン）と呼び証拠金と区別しないが、日本語では委託保証金という。詳細は信用取引を参照。